# 12239 Carolinakou
A 12239 Carolinakou (ideiglenes jelöléssel 1988 CN4) a Naprendszer kisbolygóövében található aszteroida. Eric Walter Elst fedezte fel 1988. február 13-án.